# 양성애

양성애 깃발

양성애(兩性愛, 영어: bisexuality)란 자신과 같은 성별(gender), 자신과 다른 성별(gender) 등 두 가지 이상의 성별(gender)에 성적 끌림을 느끼는 성적 지향이다.
이 용어는 인간의 끌림의 맥락에서 이성과 동성을 향한 정서적 또는 성적 감정을 가리키기 위해 주로 사용된다.
범성애는 양성애와는 다르다. 여러 젠더를 향해 정서적 또는 성적 끌림을 느낀다는 것은 같지만, 양성애는 상대의 젠더를 인식한 상태에서 그 젠더를 사랑하지만, 범성애는 상대의 젠더가 어떤 것인지와는 관계없이 사랑을 느낀다.
양성애는 이성애, 동성애와 함께 세 가지 주요한 성적 지향 중 하나이다. 그러나 이 세 성적 지향이 이성애-동성애 연속선 위에 있는 것은 아니다. 이성애나 동성애는 한 쪽의 성에 대해 사랑을 느끼지만, 양성애는 둘 이상의 성에 대해 사랑을 느낀다. 양성애는 '중성'을 사랑하는 것이 아니기 때문에 이성애와 동성애의 스펙트럼 사이에 있다고 볼 수 없다.

## 정의

### 성적 지향, 정체성, 행동
양성애는 이성과 동성을 향한 정서적 또는 성적 끌림이다. 미국심리학회(American Psychological Association)는 "성적 지향은 연속선 위에 있다. 즉, 사람은 완전히 동성애자이거나 이성애자일 필요는 없으며, 동성애와 이성애 모두를 다양한 정도로 느낄 수 있다. 성적 지향은 인생 전체에 걸쳐 형성된다. 사람들은 자신이 이성애자, 양성애자, 또는 동성애자임을 각자 다른 시기에 깨닫는다." 고 명시한다.
성적 끌림, 행동, 정체성은 서로 일치하지 않을 수 있다. 예를 들어 성적 끌림이나 행동은 정체성과 일관될 필요는 없다. 어떤 사람들은 아무 성적 경험 없이 스스로를 이성애자, 동성애자, 또는 양성애자라고 정체화한다. 또 어떤 사람들은 동성과 성적 경험을 한 적이 있지만 스스로를 동성애자나 양성애자라고 여기지 않는다. 마찬가지로, 스스로 동성애자라고 생각하는 사람 중 일부는 때로 이성과 성적 접촉을 하면서도 자신이 양성애자라고 여기지 않을 수 있다. '퀴어', '다성애', '이성에 열려 있음(Heteroflexible)', '동성에 열려 있음(Homoflexible)' 같은 용어나 '남성과 성교하는 남성', '여성과 성교하는 여성' 같은 명칭도 쓰일 수 있다.
범성애는 양성애에 포함될 수도, 포함되지 않을 수도 있다. 어떤 자료는 양성애가 모든 성별을 향한 정서적, 성적 끌림을 포함한다거나 양성애는 생물학적 성과 젠더에 관계 없는 정서적, 성적 끌림을 뜻한다고 말한다. 범성애라는 개념은 성별 이분법, 즉 "두 개의 성, 그리고 사실 특정한 하나의 성적 지향이 존재한다는 관념" 을 의도적으로 거부한다. 범성애자들이 스스로를 남성이나 여성으로 여기지 않는 사람과의 관계에 열려 있다는 점에서 그렇다. '범성애'라는 용어는 때때로 '양성애'와 대체 가능하게 쓰이며, 양성애자로 정체화하는 사람들도 "젠더, 생물학적 성, 성적 지향이 잠재적인 정서적/성적 관계에서 핵심이 되어서는 안 된다고 느낄" 수 있다.

로자리오(Rosario), 스크림쇼(Schrimshaw), 헌터(Hunter), 브라운(Braun) (2006)에 따르면 이러하다:

레즈비언, 게이, 양성애자(LGB)라는 성적 정체성의 형성은 복잡하고 종종 까다로운 과정이다. 다른 소수자 그룹(예를 들어 소수민족과 인종적 소수자)와는 다르게, 대부분의 LGB들은 자신의 정체성에 대해 배우게 해 주고 정체성을 강화 및 지지해 주는 비슷한 사람들이 있는 공동체에서 양육되지 않는다. 대신에, LGB들은 주로 동성애에 대해 무지하거나 공공연히 적대적인 공동체에서 길러진다. 
어린 레즈비언, 게이, 바이섹슈얼(LGB)들의 성정체성 발달에 관한 종적 연구에서, 저자들은 "시간에 따른 LGB 성정체성의 상당한 변화륻 뒷받침하는 증거와 일관성을 뒷받침하는 증거 둘 다를 발견했다." 기준점 이전에 게이, 레즈비언, 양성애자로 정체화한 이들은 추후 평가에서 게이, 레즈비언, 양성애자로 정체화할 가능성이 약 세 배 높았다. 이전 평가에서 양성애자로만 정체화한 사람들의 60-70%가 여전히 그렇게 정체화했으며, 30-40%는 시간이 지남에 따라 게이나 레즈비언으로 정체화했다. 저자들은 "연구 내내 자신을 양성애자로 정체화한 이들도 있으나, 다른 사람들에게는 양성애자 정체성이 게이나 레즈비언 정체성으로 가는 과도적 정체성 역할을 했다."고 추측했다.

### 명칭의 정확성
다른 LGBT 정체성과 마찬가지로, 양성애 정체성도 차별을 받았다. 대부분의 차별은 '양성애'라는 단어의 적용과 정체성 자체에 대한 검증에 관한 것이었다. 양성애는 존재하지 않는다는 믿음은 드물지 않으며, 두 가지 서로 다른 관점의 산물이다. 이성애중심주의적 관점에서는, 사람들은 이성에게 매력을 느낄 것으로 여겨지며 때로는 이성애만이 실제로 존재한다는 결론까지 낳는다. 단성애중심주의적(monosexist) 관점에서는, 양성에게 완전히 똑같은 성적 매력을 느끼지 않는 한 양성애자가 아니다. 이 관점에 따르면, 사람은 완전히 동성애자이거나, 완전히 이성애자거나, 이성애자로 보이고 싶은 벽장 동성애자거나, 정체성에 혼란을 느끼는 이성애자다.
양성에 똑같이 성적 매력을 느끼지 않는 한 양성애자가 아니라는 믿음에는 많은 연구자들이 반론을 제기하였다. 성적 정체성 전반과 마찬가지로 양성애도 연속선 위에 있다는 것이다. 동등한 성적, 정서적 끌림이 있어야 양성애라는 믿음은 제럴프 리거(Gerulf Rieger), 메러디스 시버스(Meredith L. Chivers), 마이클 베일리(J. Michael Bailey),에 의해 유명해졌다. 이 연구자들은 양성애 정체성이 남자에게 극히 드물다는 결론을 내렸다. 이의 근거가 되는 음경혈량측정은 남자만 그리고 여자만 등장하는 포르노를 이용하였으며 논란의 여지가 있었다. 이 연구는 동성과 이성의 성적 자극에 사실상 동일한 흥분 반응을 보여야만 양성애자라는 전제에서 출발했으며, 그 결과로 한쪽 성에 약간이라도 흥분 패턴이 치우쳐진 사람들의 자기 정체화를 무시했다는 비판을 받고 있다. 일부 연구자들은 이 연구에서 사용된 성기 흥분 측정 기술은 너무 조잡해서 성적 이끌림을 구성하는 다양한 요소(성애적 감각, 애착, 애정)를 포착할 수가 없다고 말한다. 전국 게이 및 레즈비언 태스크포스(The National Gay and Lesbian Task Force)는 이 연구와 이를 다룬 뉴욕 타임즈의 기사를 흠집투성이에 양성애혐오적이라고 칭했다. 진보적 언론 비판 기관인 FAIR 또한 이 연구를 비판했다. 2008년에 베일리는 사람, 특히 남자는 동성애자거나 이성애자거나 거짓말쟁이라는 관념을 자신이 반복했던 것에 대해 후회한다고 밝혔다. 기술은 그대로지만 모집 기준과 자극을 달리 한 새로운 실험에서, 베일리는 남성의 양성애적 성기 흥분 패턴을 발견했다고 밝혔다. 2011년에 그와 다른 연구자들은, 양성과 모두 정서적, 성적 관계를 맺은 경험이 있는 남성은 특히 남성과 여성 이미지 모두에 성적 반응을 보이는 것이 관찰되었다고 보고했다. 연구자들은 모집 정책의 이러한 변화가 매우 중요한 차이였으나, 데이터 부족으로 양성애자로 정체화한 남성의 대표적 샘플을 획득할 수 있는 프로토콜은 구축하지 못했다고 밝혔다. 이러한 요소들에 주목하여, 그들은 이런 결론을 내렸다. "양성애적 흥분 패턴을 보이고 양성애자로 정체화한 남성은 실제로 존재하며, 그들은 남성의 성적 지향의 형성과 표현을 조명해 볼 흥미로운 기회를 제공한다." 후속 연구는 양성애자로 정체화한 남성에게서 이성애자나 동성애자 남성보다 더 선명한 양성애적 흥분 패턴을 발견했으나, 그러한 남성 전부가 그러한 패턴을 보이지는 않는다는 점도 발견했다.

### 킨제이 척도
킨제이 척도는 특정 시점에서 한 사람의 성적 경험 또는 반응을 설명하고자 한다. 이 척도에는 완전한 이성애자를 뜻하는 0부터 완전한 동성애자를 뜻하는 6까지가 있다.

## 내분비학적 관점
출생전 디에틸스틸베스트롤에 노출된 여성(Prenatal Diethylstilbestrol-exposed women)은 이성애(Heterosexual) 여성을 76% 낳고, 선천부신과다형성이 있는 만 21 세 초과 여성(Women with en:Congenital adrenal hyperplasia over 21)은 이성애 지향(Heterosexual orientation)이 44%, 이성 성 반응(Heterosexual responsiveness)이 41% 감소하므로 출생전 디에틸스틸베스트롤에 노출되면서 선천부신과다형성이 있는 만 21 세 초과 여성은 41% 이상 양성애 지향 여성이 된다. 또한 출생전 남자를 임신한 산모의 스트레스(Prenatal stress during their mother’s pregnancy with men)는 동성애 남성(Homosexual men) 68%나 양성애 남성(Bisexual men) 40%를 낳는다.[n=200] 따라서 내분비학적으로 양성애 지향도 선천적인 것으로 나타난다.

## 인구 중 비율
알프레드 킨제이의 1948년 연구 인간 남성의 성행동(Sexual Behavior in the Human Male)은 "남성 인구의 46%는 성인 시기에 이성 성경험과 동성 성경험을 모두 했거나, 또는 동성과 이성 모두에게 '반응했다'"는 사실을 발견했다. 킨제이 자신은 남성과 여성 모두와 성적 관계를 맺은 사람을 가리키는 데에 양성애자(Bisexual)라는 용어를 쓰는 것을 좋아하지 않았으며, 양성애자라는 말을 본래의 생물학적 뜻, 즉 양성구유라는 의미로서 쓰고 싶어했다. 프란츠 클라인(Fritz Klein) 박사는 양성을 향한 끌림에 있어 사회적, 감정적 끌림이 매우 중요하다고 믿었다.
1993년에 발표된 성행동에 관한 야누스 보고서(The Janus Report on Sexual Behavior)에 따르면 남성의 5퍼센트와 여성의 3퍼센트가 자신을 양성애자로 여기며, 남성의 4퍼센트와 여성의 2퍼센트가 자신을 동성애자로 여긴다.
2002년 미국의 국가 보건 통계청(National Center for Health Statistics) 조사에서는 18-44세 남성의 1.8%는 자신을 양성애자로, 2.3%는 동성애자로, 3.9%는 "다른 것"으로 여긴다고 나왔다. 18-44세 여성 중에서는 2.8%가 자신을 양성애자로, 1.3%가 동성애자로, 3.8%가 "다른 것"으로 여기고 있었다.
2007년 뉴욕 타임즈 '건강' 섹션의 한 기사는 "미국 여성의 1.5%와 미국 남성의 1.7%가 양성애자로 정체화한다"고 밝혔다. 또한 2007년에 젊은 미국 여성의 14.4%가 유성애자이지만 이성애자가 아니며, 남성의 5.6%도 마찬가지라는 보고가 있었다.
2011년 생물 심리학(Biological Psychology) 저널의 한 연구는 자신을 '양성애자'로 여기며 남자와 여자 모두에게 흥분을 느끼는 남자가 존재한다고 보고했다.

## 같이 보기
- 범성애
- 이성애
- 동성애
- 무성애
- 양성매념
- 동물의 동성애